# Ronde van Nederland 1984
De 24e editie van de Ronde van Nederland ging op 21 augustus 1984 van start in Breda. Na 7 etappes werd op 25 augustus in Assen gefinisht. De ronde werd gewonnen door Johan Lammerts.

## Eindklassement
Johan Lammerts werd winnaar van het eindklassement van de Ronde van Nederland van 1984 met een voorsprong van 8 seconden op Jos Lammertink. De beste Belg was Rudi Dexters met een 8e plaats.
| Rang | Renner             | Land             | Tijd       |
| ---- | ------------------ | ---------------- | ---------- |
| 1    | Johan Lammerts     | Nederland        | 22u 18'21" |
| 2    | Jos Lammertink     | Nederland        | + 0'08"    |
| 3    | Gert-Jan Theunisse | Nederland        | + 0'50"    |
| 4    | Peter Pieters      | Nederland        | + 1'11"    |
| 5    | Teun van Vliet     | Nederland        | + 1'20"    |
| 6    | Henri Manders      | Nederland        | + 2'10"    |
| 7    | Greg LeMond        | Verenigde Staten | + 2'13"    |
| 8    | Rudi Dexters       | België           | + 2'18"    |
| 9    | Paul Haghedooren   | België           | + 2'19"    |
| 10   | Johnny Broers      | Nederland        | + 2'22"    |

## Etappe-overzicht
| Etappe | Van - naar         | Km         | Etappewinnaar     |
| ------ | ------------------ | ---------- | ----------------- |
| 1      | Breda              | 15,5 (ITT) | Bert Oosterbosch  |
| 2      | Breda - Zundert    | 126        | Eric Vanderaerden |
| 3      | Breda - Den Haag   | 197,5      | Jacques Hanegraaf |
| 4      | Den Haag - Schagen | 196        | Ad Wijnands       |
| 5      | Schagen - Lelystad | 250        | Walter Planckaert |
| 6      | Lelystad - Assen   | 161        | Teun van Vliet    |
| 7      | Hoogeveen - Assen  | 34 (TTT)   | Panasonic         |

1948 · 1949 · 1950 · 1951 · 1952 · 1953 · 1954 · 1955 · 1956 · 1957 · 1958 · 1959 · 1960 · 1961 · 1962 · 1963 · 1964 · 1965 · 1966 · 1967 · 1968 · 1969 · 1970 · 1971 · 1972 · 1973 · 1974 · 1975 · 1976 · 1977 · 1978 · 1979 · 1980 · 1981 · 1982 · 1983 · 1984 · 1985 · 1986 · 1987 · 1988 · 1989 · 1990 · 1991 · 1992 · 1993 · 1994 · 1995 · 1996 · 1997 · 1998 · 1999 · 2000 · 2001 · 2002 · 2003 · 2004 · 2005 · 2006 · 2007 · 2008 · 2009 · 2010 · 2011 · 2012 · 2013 · 2014 · 2015 · 2016 · 2017 · 2018 · 2019 · 2020 · 2021 · 2022 · 2023 · 2024